# Samuel Ammon (Medailleur)
Samuel Ammon (* um 1590; † 27. März 1622 in Danzig, Polnisch-Preußen) war ein Schweizer Medailleur in Danzig.

## Leben und Wirken

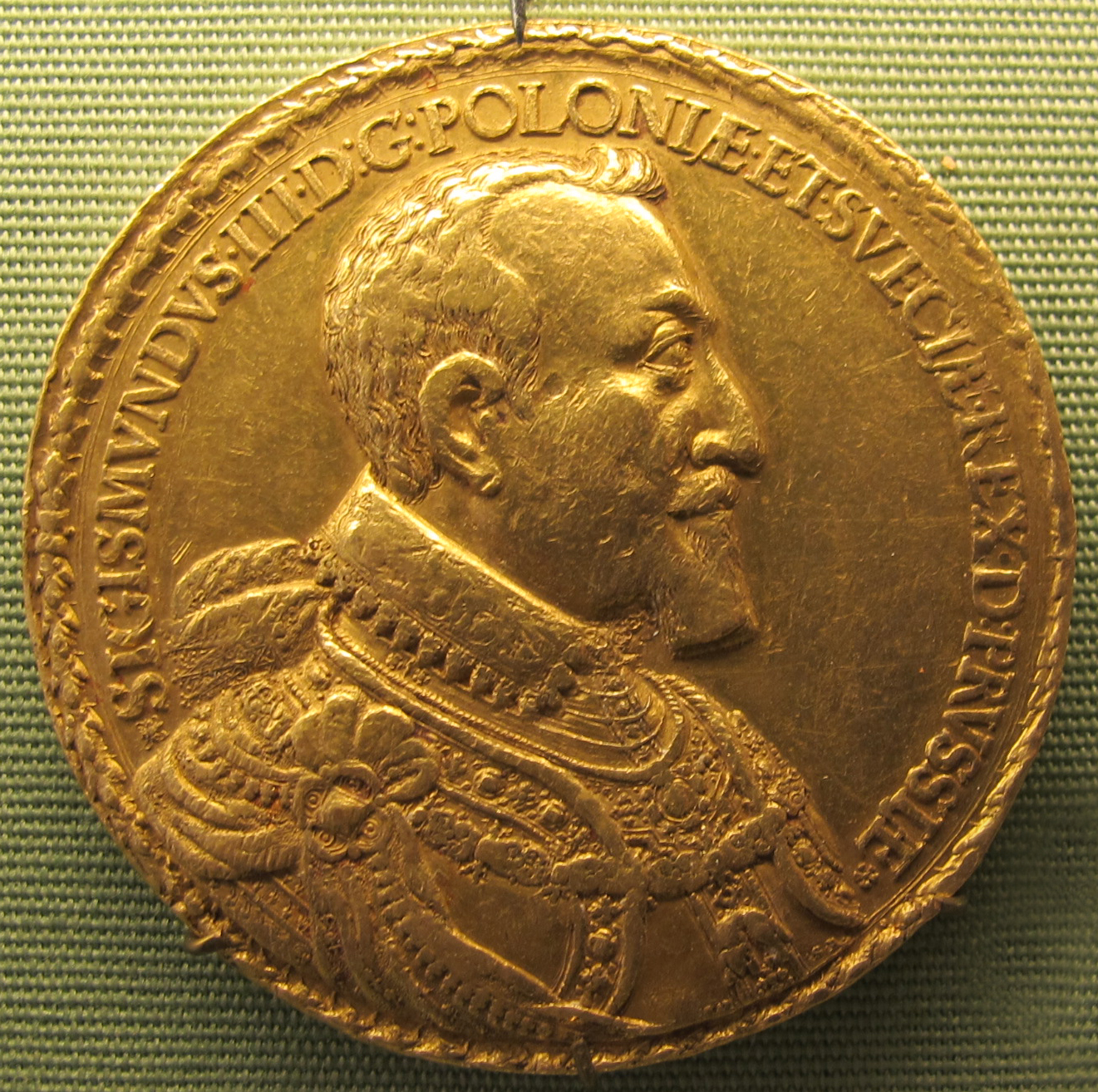
100 Dukaten Goldmünze von 1621

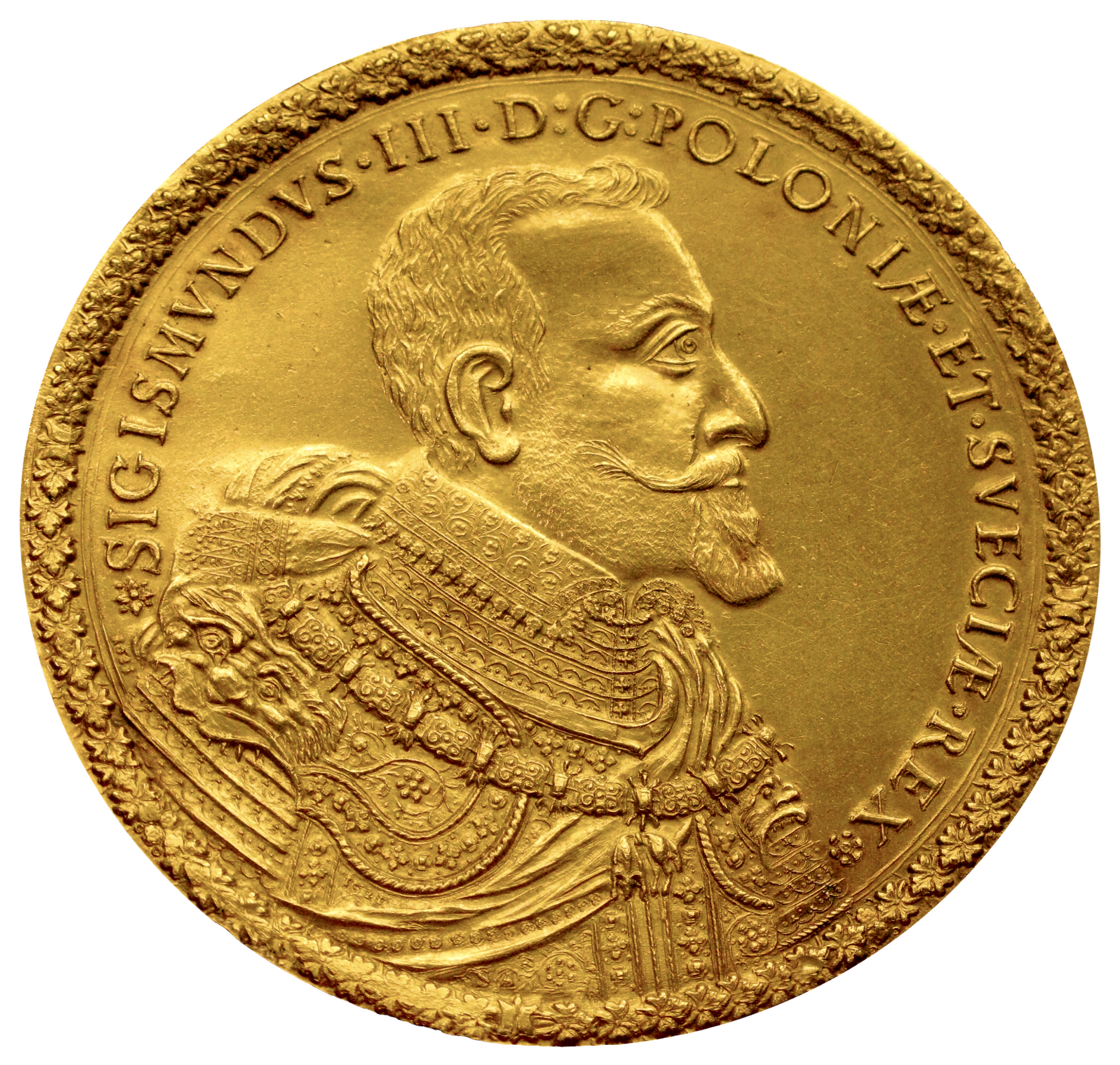
40 Dukaten Goldmünze, 1621

Samuel Ammon stammte aus Schaffhausen in der Schweiz. Seit etwa 1611/13 lebte er in Danzig. Dort war er als Stempelschneider in der städtischen Münze tätig. Ammon wohnte im Hause der Witwe von Erasmus Krüger und besaß eine reiche Sammlung von Schmuck, Kunstwerken und Büchern.
Von Samuel Ammon wurden Stempel für  verschiedene Münzen und Medaillen geschaffen.
Die bedeutendste war  eine Goldmünze von 100 Dukaten mit dem Abbild von König Sigismund III. von Polen von 1621. Diese ist 70 mm groß und 348,3 Gramm schwer. 2018 wurde ein Exemplar für etwa 2,2 Millionen Dollar versteigert, als eine der teuersten Münzverkäufe bisher.